# César Thomson
César Thomson (Lieja, Bèlgica, 18 de març, 1857 - Lugano, Suïssa, 21 d'agost de 1931) fou un violinista belga.
En el Conservatori de Lieja cursà els seus estudis professionals sota la direcció de Joseph Dupuis, perfeccionant-los més tard amb Leonard. De 1882 a 1897 i després de guanyar una sòlida fama com a concertista de violí en les principals ciutats d'Europa, fou professor de violí del Conservatori de Lieja, on entre els seus alumnes comptà amb Laurent Halleux, Alfred Pochon, José Porta, Florizel von Reuter, Eugénie-Emilie Juliette Folville, i des de l'última data citada en el de Brussel·les, on va tenir com alumne, entre d'altres Virgilio Panisse, sense interrompre per aquest motiu les seves tournées artístiques per Europa i Amèrica.
Fou un dels virtuosos del violí de més sòlida tècnica i de major austeritat interpretativa.